# メルボルン大学
メルボルン大学（メルボルンだいがく、英語: The University of Melbourne）は、オーストラリア連邦ビクトリア州メルボルンに所在する公立総合大学である。
1853年に設立され、約170年の歴史を誇るメルボルン大学は、各種の世界大学ランキングで常に上位に評価される世界有数の名門大学である。
2024年QS大学ランキングの世界大学ランキングによると、メルボルン大学は世界で14位に、オーストラリア国内で1位にランク付けされた（参考として、北京大学は17位、東京大学は29位、京都大学は46位）。
他にも2015年の世界科目別ランキング(QS World Ranking by Subject 2015)で総合教育部門は5位、法科大学院は8位、工学部は13位、歯学部と会計学は共に14位、医学部は16位といずれも世界最高峰に位置付けられている。 
メルボルン大学のノーベル賞受賞者は、卒業生8名を含む計17名。

## 概要
1853年に設立され、2005年5月に創立150周年を迎えたメルボルン大学は、世界大学ランキングでもトップクラスにランクされ、同国の高等教育と研究分野において非常に重要な役割を果たしている。2025年度版QSランキングがリリースされたことで、世界三大大学ランキングであるQS(13位)、タイムズ・ハイヤー・エデュケーション(Times Higher Education)(37位)、世界大学学術ランキング(Academic Ranking of World Universities)(35位)の全てで国内最高位となった。創立以降、計17名のノーベル賞受賞者(内、卒業生の受賞者は8名) や、首相3名・司法長官4名等々の歴史的人物を数多く輩出している。2005年タイムズ誌の世界大学ランキングによると、メルボルン大学はオーストラリア国内で1位、また世界ランキングで19位にランク付けされた。また2010年のQS社の世界大学ランキングでは総合ランキングで世界38位、雇用者評価で世界9位にランク付けされた。 2024年度のQS世界大学ランキングでは、国内1位、世界14位と評価された。医学分野では特に評価が高く、2014年タイムズ誌の世界大学ランキング(Clinical, Pre-Clinical&Health)でメルボルン大学は16位にランク付けされている。また法科大学院（Melbourne Law School）は世界的に最高峰なロースクールとして評価され、QS世界科目別ランキングにおいて世界トップ10 (2016年世界第8位)にランク付けされた。
同大学はオーストラリア国内のネットワークだけでなく、米国に位置するアイビーリーグ校と呼ばれる大学や他さまざまな世界有数の大学の交換留学プログラムなどを含めて、共同研究や人的交流を推進しており、専門分野において多岐にわたる研究は、学術的にも世界的に非常に高い評価を受けている。約3万5千人の学生のうち、8千人を超える優秀な留学生が世界100カ国から集まっている。また、同校の位置するメルボルンはロンドン、ニューヨーク、パリに次ぐ多さで世界の学生が学ぶ、有数の国際学術都市である。
1992年までRMIT大学に学位を認定していた。
1997年に同大学がイニシアティブを執りUniversitas 21という研究に力を注いでいる大学間（デリー大学・香港大学・シンガポール国立大学・グラスゴー大学・早稲田大学等々）での単位交換や教授及び学生などの相互交流により、世界の大学の国際的ネットワークにも貢献している。
日本の交換留学プログラムの主な提携大学は、東京大学、京都大学、一橋大学、東京工業大学、北海道大学、東北大学、東京外国語大学、慶應義塾大学、早稲田大学、上智大学、同志社大学、立命館大学等。

## 学術組織
11学部:
- 建築学部
- 教養学部
- 経済学・商学部
- 教育学部
- 工学部
- 農学部
- 法学部
- 医学・歯学・健康科学部
- 音楽部
- 理学部
- 獣医科学部

4人のノーベル賞受賞者がメルボルン大学で働いている（た）: 
- Profs. ピーター・ドハーティー  ； Department of Microbiology and Immunology
- ベルト・ザクマン ； Department of Microbiology and Immunology
- Sir ジェームズ・マーリーズ (Economic Science, 1996 - emeritus, Cambridge)
- Sir クライヴ・グレンジャー (Economic Science, 2003 - emeritus, San Diego)

## ランキング
| 出版                  | 2014 | 2015 | 2016 | 2017 | 2018 | 2019 | 2020 | 2021 | 2022 | 2023 | 2024 |
| --------------------- | ---- | ---- | ---- | ---- | ---- | ---- | ---- | ---- | ---- | ---- | ---- |
| QS世界大学ランキング  | 31   | 33   | 42   | 42   | 41   | 39   | 38   | 41   | 37   | 33   | 14   |
| THE世界大学ランキング | 34   | 33   | 33   | 33   | 32   | 32   | 32   | 31   | 33   | 34   |      |

## カレッジ一覧（学生寮）
| Colleges              |                      |                         |                                   |
| --------------------- | -------------------- | ----------------------- | --------------------------------- |
| Trinity College 1872- | Ormond College 1881- | Janet Clarke Hall 1886- | St Mary's College 1966-           |
| Queen's College 1887- | Newman College 1918- | Medley Hall 1954-       |                                   |
| Queen's College 1887- | Newman College 1918- | Medley Hall 1954-       | Whitley College, 1891-            |
| Queen's College 1887- | Newman College 1918- | Medley Hall 1954-       | Ridley College, 1910–2005; 2006-7 |
| Queen's College 1887- | Newman College 1918- | Medley Hall 1954-       | University College, 1937-         |
| Queen's College 1887- | Newman College 1918- | Medley Hall 1954-       | International House, 1957-        |
| Queen's College 1887- | Newman College 1918- | Medley Hall 1954-       | Graduate House, 1962-             |
| Queen's College 1887- | Newman College 1918- | Medley Hall 1954-       | St Hilda's College, 1964-         |

## 著名な卒業生
オーストラリア首相, ヴィクトリア州総督, ノーベル賞受賞者, 諸外国大臣など。
近年（2013年現在）では、オーストラリア第27代首相ジュリア・ギラードや、ウィキリークス創設者であるジュリアン・アサンジ（卒業はしていない）、女優のアンジェラ・ホワイト。
参照  en:List of notable University of Melbourne graduates.

### ノーベル賞受賞者
- 2009年 エリザベス・H・ブラックバーン（生理学・医学賞）
- 1996年 ジェームズ・マーリーズ（経済学賞）
- 1963年 ジョン・C・エックルス（生理学・医学賞）
- 1960年 フランク・マクファーレン・バーネット（生理学・医学賞）
- 1958年 ジョシュア・レーダーバーグ（生理学・医学賞）
- 1945年 ハワード・フローリー（生理学・医学賞）
- 1996年 ジェームズ・マーリーズ（経済学賞）
- 1991年 ベルト・ザクマン（生理学・医学賞）

## 海外協定校
メルボルン大学は多くの国と交換留学の協定を結んでいる。
- イギリス: ロンドン大学（インペリアル・カレッジ・ロンドン、ロンドン・スクール・オブ・エコノミクス、ユニヴァーシティ・カレッジ・ロンドン、キングス・カレッジ・ロンドン、ロイヤル・ホロウェイ、クイーン・メアリー）、セント・アンドルーズ大学 (スコットランド)、マンチェスター大学、エディンバラ大学
- アメリカ合衆国: イェール大学、ペンシルベニア大学、コロンビア大学、カリフォルニア大学
- カナダ: トロント大学、マギル大学、ブリティッシュコロンビア大学
- 日本: 東京大学、京都大学、一橋大学、東京工業大学、北海道大学、東北大学、東京外国語大学、慶應義塾大学、早稲田大学、上智大学、同志社大学、立命館大学等

### 書籍
- Macintyre, S. & Selleck, R.J.W. (2003). A short history of the University of Melbourne. Melbourne: Melbourne University Press. ISBN 0-522-85058-8.
- Selleck, R.J.W. (2003). The Shop: The University of Melbourne, 1850–1939. Melbourne: University of Melbourne Press. 930pp
- Cain J II and J Hewitt. 2004. Off Course: From Public Place to Marketplace at Melbourne University. Melbourne: Scribe.

### 新聞
- McPhee, P. 2005. "From the Acting Vice-Chancellor." Uni News. The University of Melbourne. 03/10/05, p.3.